# Джерело № 8 (Андрейково)
Джерело́ №8 «Андре́йково» — гідрологічна пам'ятка природи місцевого значення в Україні. Розташована в межах Рахівського району Закарпатської області, при північно-східній околиці села Косівська Поляна (урочище «Росолово»). 

## Опис
Площа 0,5 га. Статус надано згідно з рішенням Закарпатського облвиконкому від 23.10.1984 року, № 253. Перебуває у віданні ДП «Великобичківське ЛМГ», (Середньо-Ріцьке лісництво, кв. 20). 
Створена з метою збереження мінерального джерела. Вода вуглекисла, гідрокарбонатно-натрієво-кальцієва, загальна мінералізація — 0,2-3,8 г/л. Мікроелементи: марганець, метаборна кислота. Для лікування захворювань органів травлення. 

## Галерея

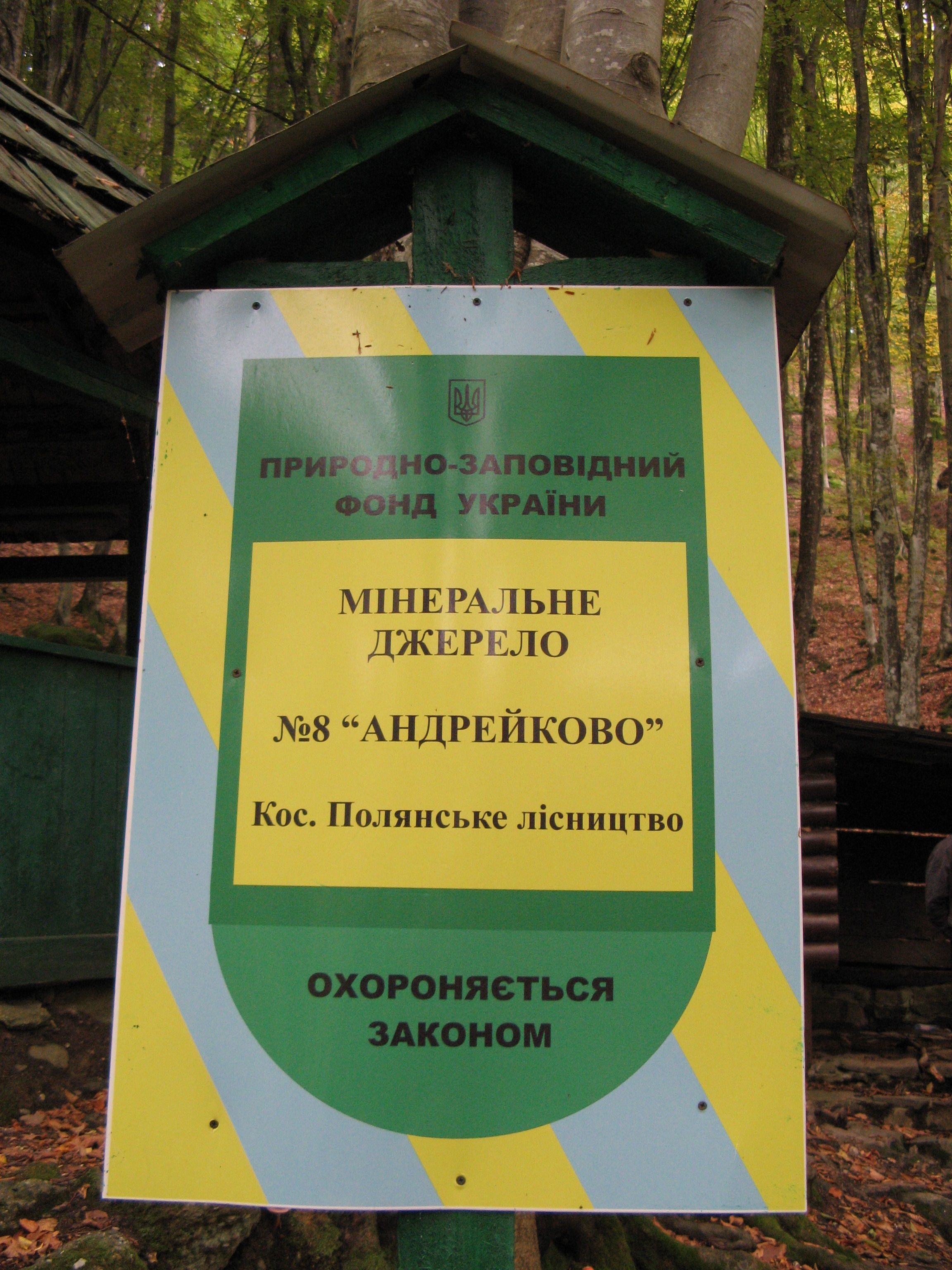
Таблиця Природно-заповідного фонду України
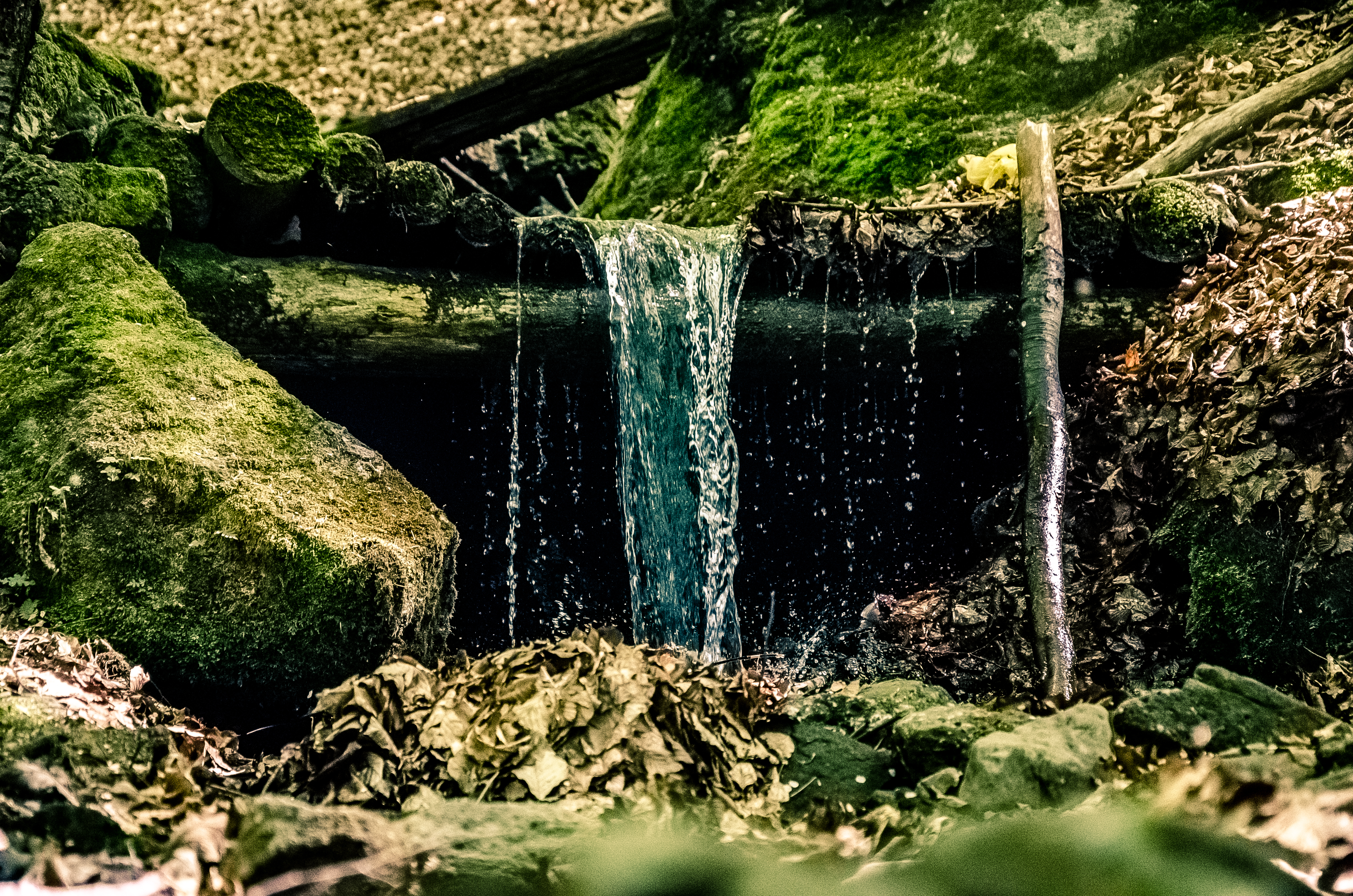
Водоспад Буркут
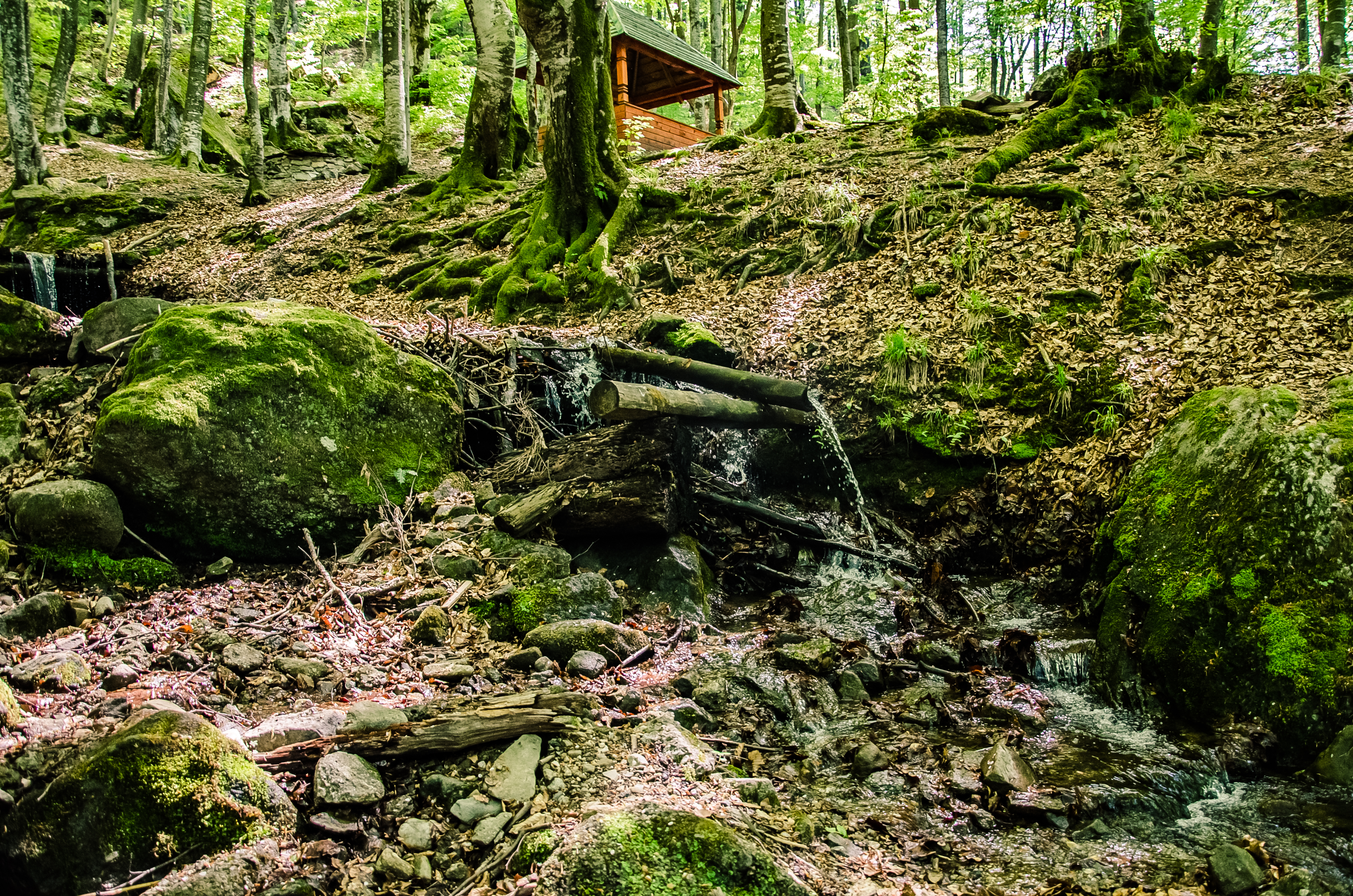
Джерело та потік, який з нього виникає